# Canallas
Canallas fue una banda de rock que se formó en Madrid en 1995 y que estuvieron en activo hasta que, en  septiembre de 2003, decidieron separarse definitivamente.
En julio de 2019 la web manerasdevivir.com anuncia el regreso de la formación original de la banda después de 16 años. En un principio y según dicho comunicado, la reunión consistirá en tocar juntos los viejos temas, no especificando si la historia tendrá más continuidad. 

## Formación
- Ernesto (guitarra)
- Peri (bajo)
- Josito (batería)
- Santi Garvi (guitarra)
- Michel Molinera (voz y guitarra)

## Discografía
- Canallas (1996)
- ¿Algún problema? (1998)
- 13... y pa ti la rima (1999)
- ¡Nunca más! (2000)
- Va por ustedes (2001)
- Que nos quiten lo bailao (2003)